# Cultura ozieri

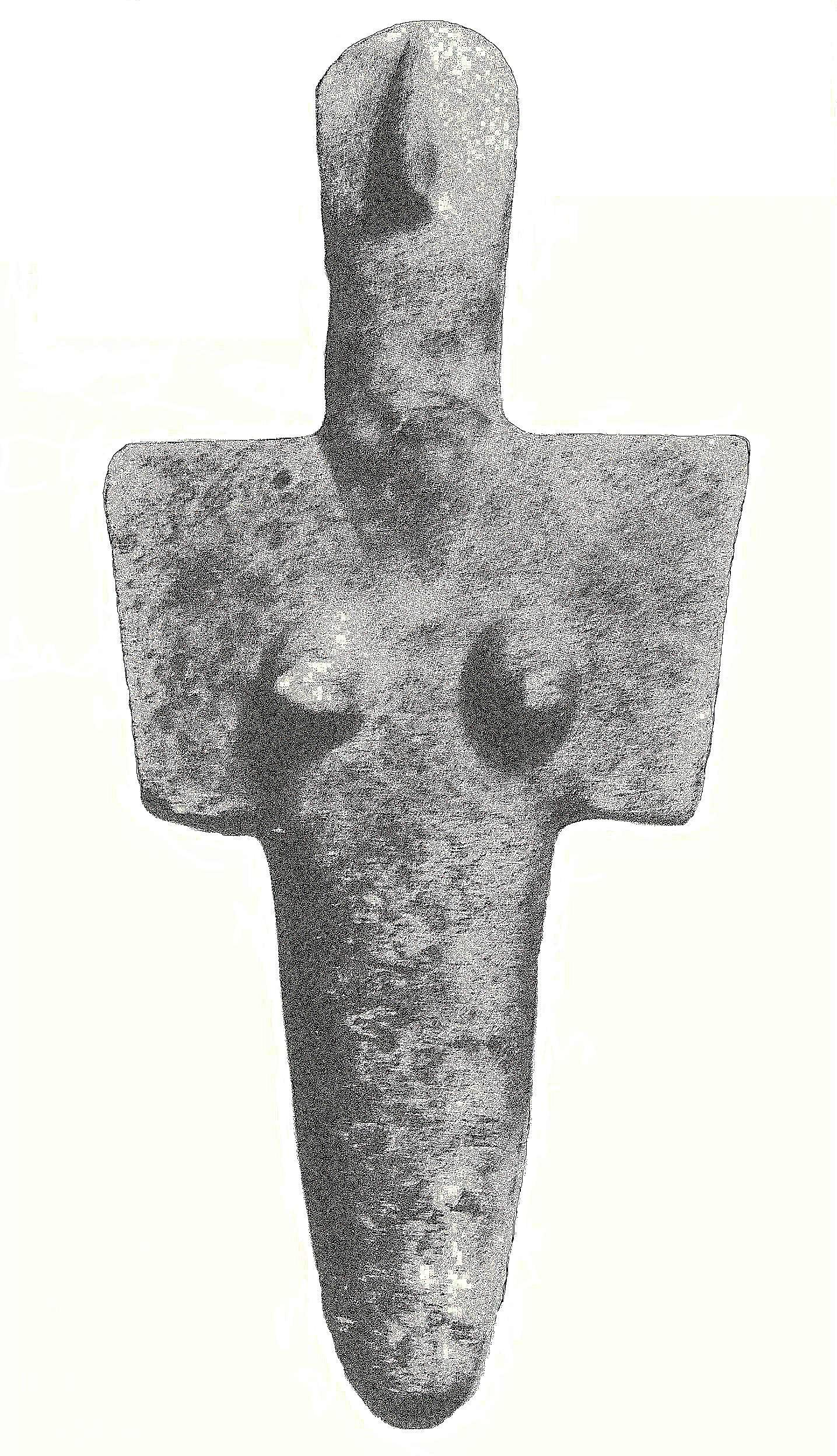
Una estatuilla de la diosa madre mediterránea, encontrada en Senorbì.

La cultura Ozieri (o cultura de San Michele) fue una cultura prehistórica prenurágica que ocupó Cerdeña desde c. 3200 al 2800 a. C. La cultura Ozieri fue la culminación de la cultura neolítica de la isla y toma su nombre de la localidad donde se han encontrado los primeros hallazgos relacionados con ella, la cueva de San Michele cerca de Ozieri, en el norte de Cerdeña.  La cultura Ozieri existió contemporáneamente con la cultura Arzachena, con la que comparte algunas semejanzas, y su influencia también se extendió a la cercana Córcega.

## Historia
Las excavaciones arqueológicas han identificado unos 200 sitios pertenecientes a la cultura Ozieri, ubicados tanto en áreas planas como montañosas, pero con preferencia por las crestas bajas, y en gran parte organizados en torno a una economía de cazadores-recolectores mezclada con una presencia temprana de ganadería y agricultura. Los asentamientos consistían en pequeñas cabañas de piedra, con una pared circular (rara vez rectangular) que sostenía un marco de madera con un techo de ramas. Uno, cerca de Sestu, constaba de 60 cabañas mientas que otro, cerca de Mogoro, incluía 267 cabañas, quizás también levantados en los polos sujetos a la tierra, con pavimentos compuestos de losas de caliza, adoquinados de basalto o arcilla. Su Coddu, el poblamiento más grande que se conoce, consta de estructuras más complejas y salas de habitación múltiple; ubicada cerca a Selargius, se ha construido parcialmente encima de él a causa del desarrollo moderno, limitando el actual entendimiento de su medida. El hallazgo de objetos y herramientas únicos en cabañas individuales, y evidencia temprana de metalistería, sugiere que la cultura Ozieri era bien organizada y especializada.
Las aldeas no tenían muros, y son escasos los hallazgos de armas en las tumbas, lo que podría indicar que la civilización Ozieri era quizás pacífica, muy diferente a la posterior cultura nurágica. Las tumbas consistían en estructuras hipogeas excavadas en la roca que luego fueron conocidas como domus de Janas, que se construyeron bajo tierra o en paredes rocosas, siendo el mayor ejemplo la necrópolis de Anghelu Ruju. Algunas tumbas, de aspecto más monumental, pertenecieron quizás a jefes, tal como aquellas existentes en Creta. Las prácticas funerarias Ozieri difieren de aquellas encontradas en la región de Gallura (como una característica de la contemporánea cultura Arzachena), en la cual los muertos eran enterrados en círculos megalíticos.

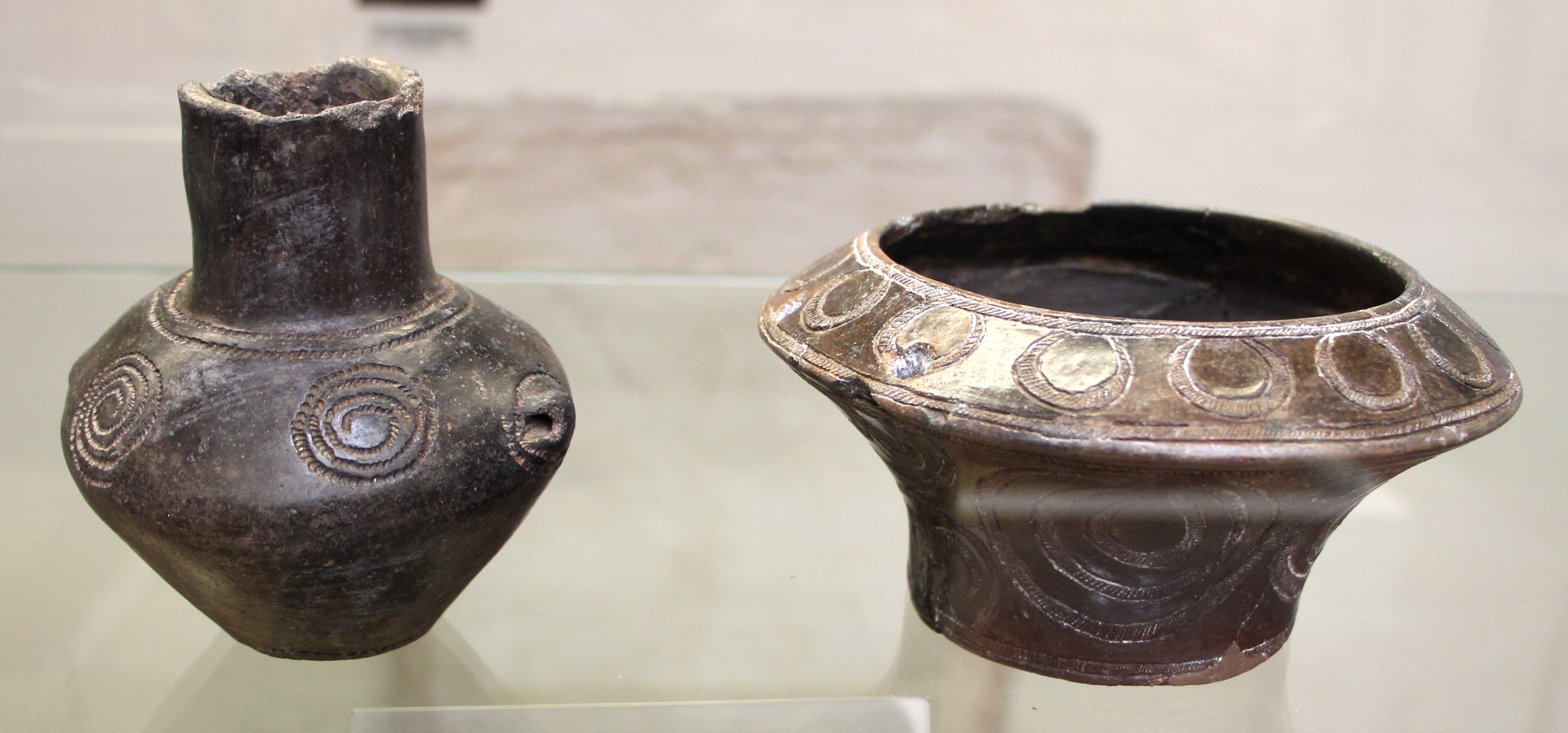
Cerámica de la cultura Ozieri en sus formas características

La cultura Ozieri produjo cerámica de cerámica finamente hecha con patrones complejos, incisiones y decoración de superficies. Las excavaciones arqueológicas realizadas en 1914 y en 1949 encontraron jarrones bien trabajados con motivos geométricos tallados en arcilla y coloreados con rojo ocre. Los más antiguos todavía eran bastante toscos, mientras que los ejemplos más recientes eran más refinados y delgados. Tales cerámicas eran una novedad para la Cerdeña prehistórica, ya que hasta ese momento se las consideraba típicas de las Cícladas y de Creta. El desarrollo de la cultura Ozieri, por lo tanto, probablemente surgió de los contactos con otras civilizaciones del Mediterráneo oriental, en particular del área de la Grecia neolítica. La cultura Ozieri pareciera haber tenido bastante involucramiento en el comercio de obsidiana, debido a la existencia de depósitos ricos en la isla, los cuales pueden haber conducido a un creciente contacto comercial.
Las figurillas recuperadas indican que la cultura Ozieri pudo haber venerado a una diosa madre, con el más bien el ejemplo sabido siendo una estatuilla de alabastro encontrada en la tumba de Ponto Ferro en Senorbì, y compartiendo algunas características estilísticas con figuras cicládicas posteriores. Estatuillas femeninas similares a las de la cultura Ozieri también han sido encontradas en Malta. Se recuperado cuernos de toro desde tumbas y otros sitios, indicando que el toro sagrado era también un concepto importante.
El centro religioso de la cultura Ozieri puede haber sido el Monte d'Accoddi, una gran estructura pétrea que fue probablemente un altar, y que se ha denominado como "el monumento de culto más singular en el Mediterráneo Occidental temprano."

## Galería

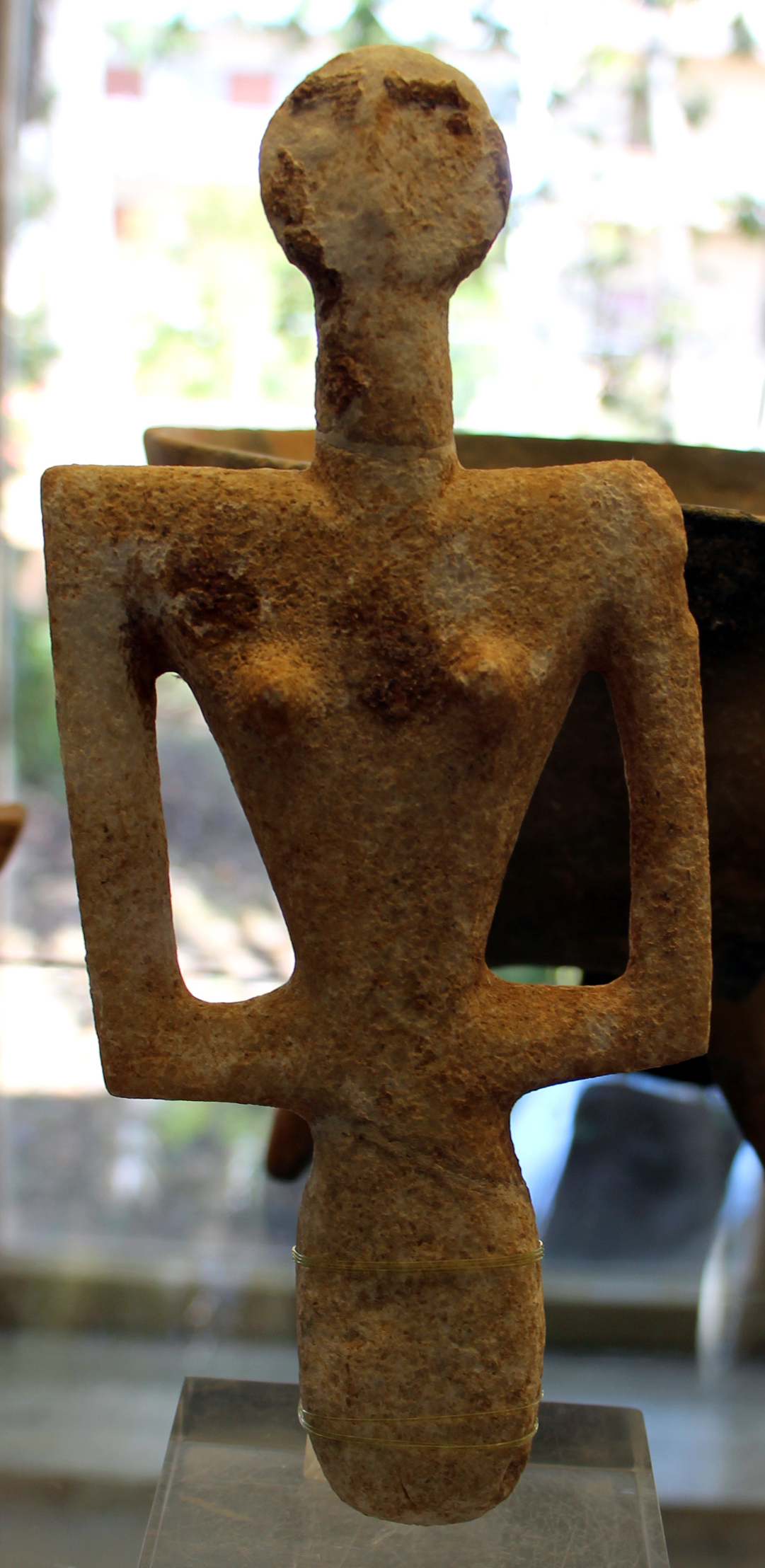
Estatuilla femenina encontrada en Monte d'Accoddi
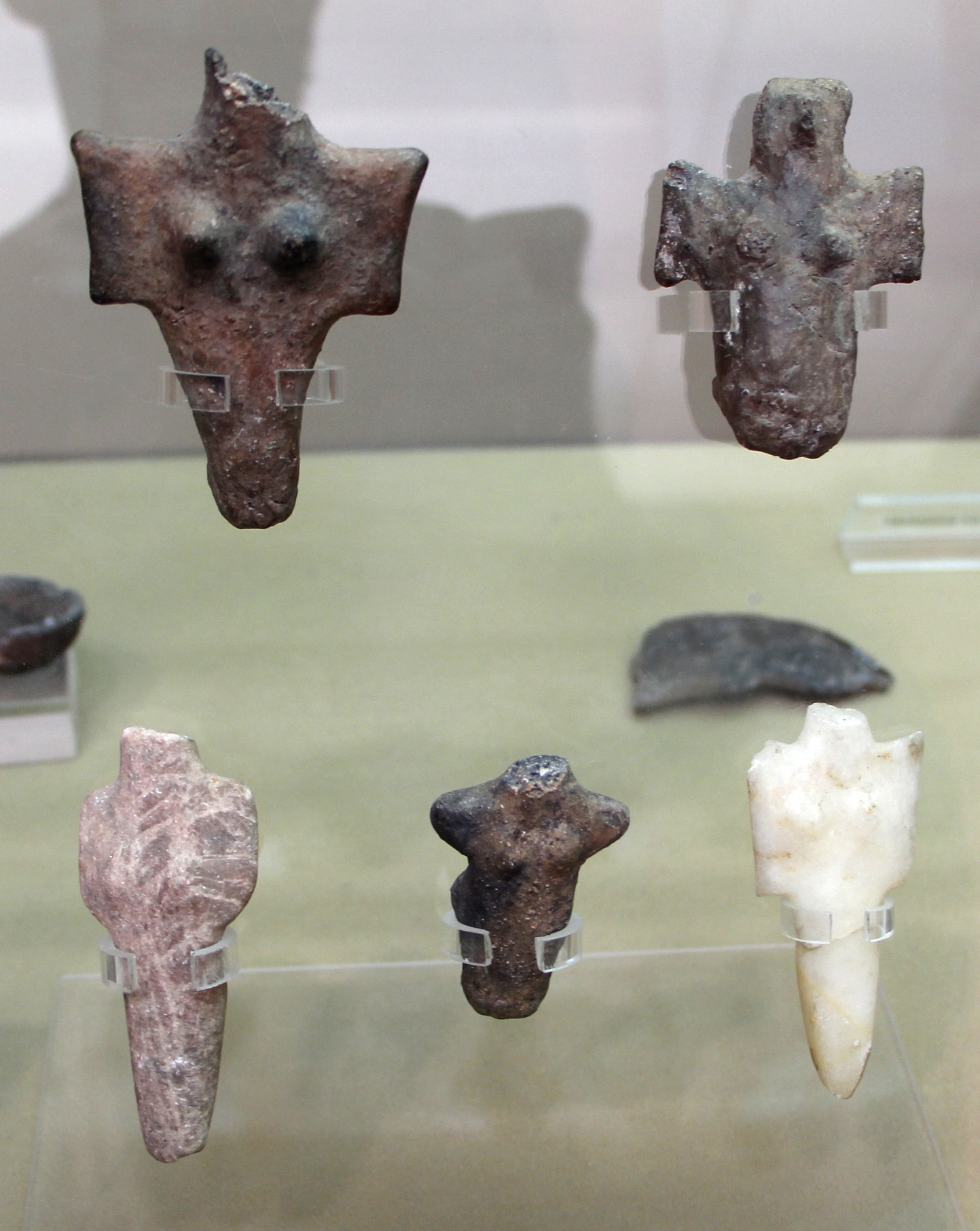
Estatuillas femeninas en el Museo Archeologico Nazionale G.A. Sanna
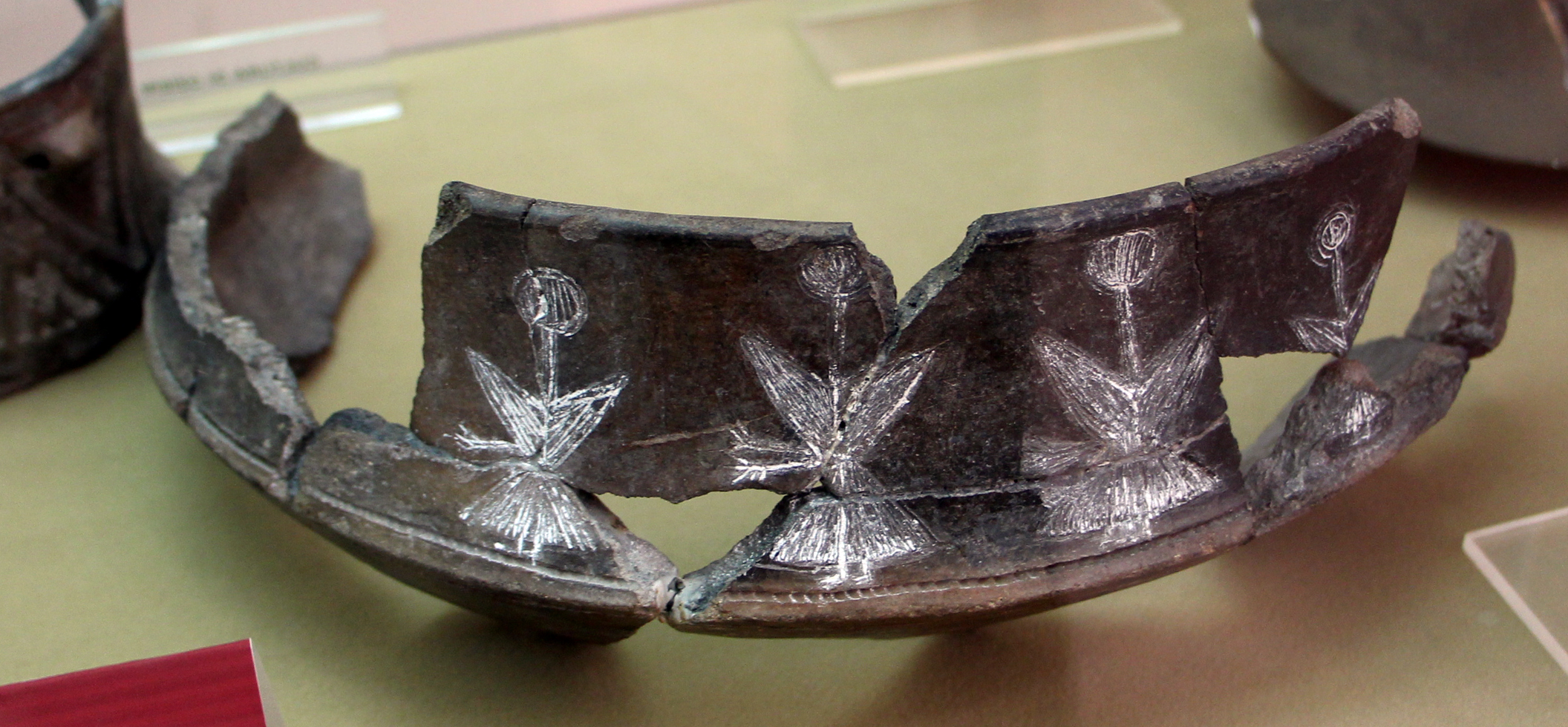
Fragmento de cerámica con figuras humanas
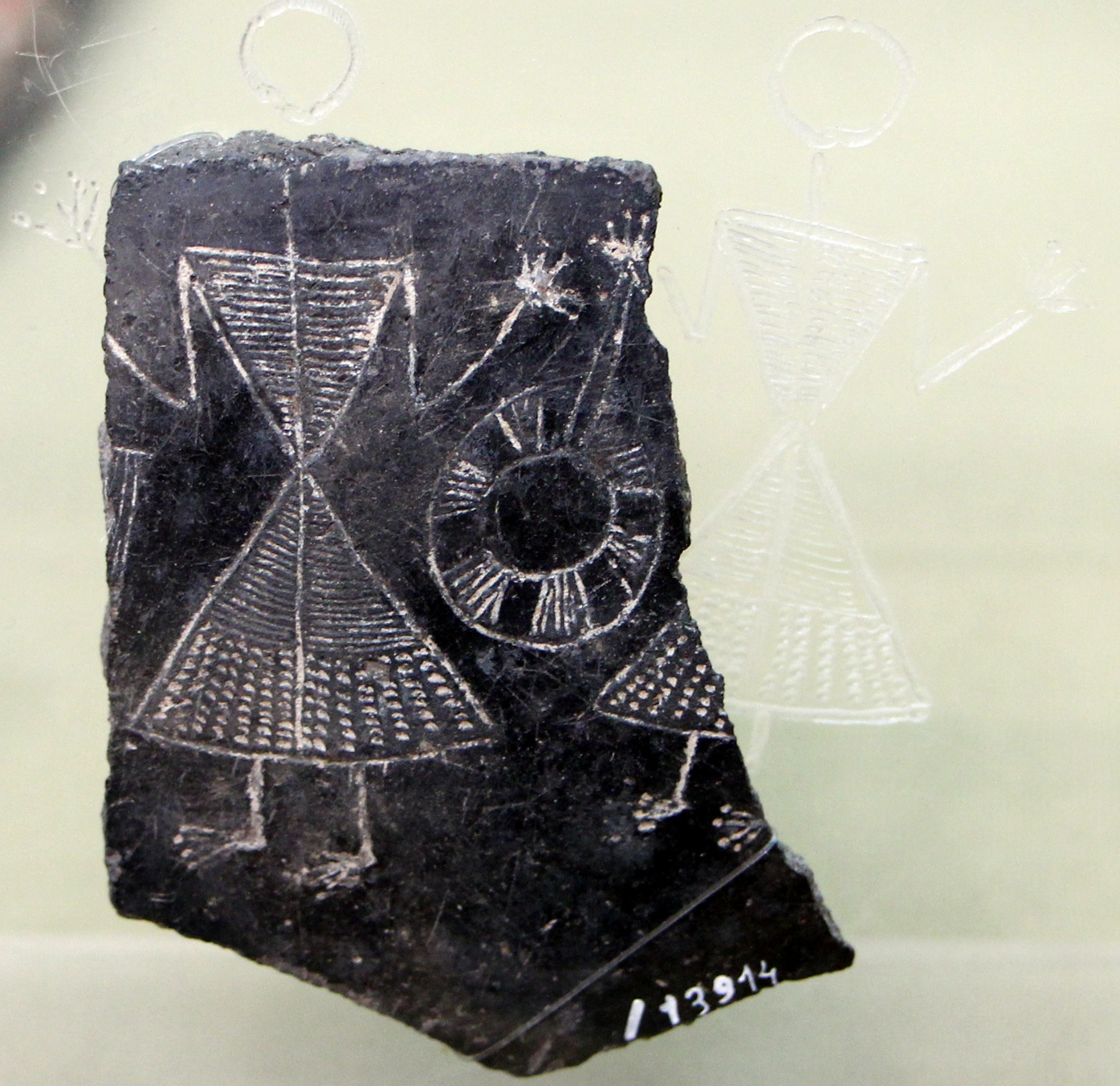
Fragmento de cerámica con figuras humanas
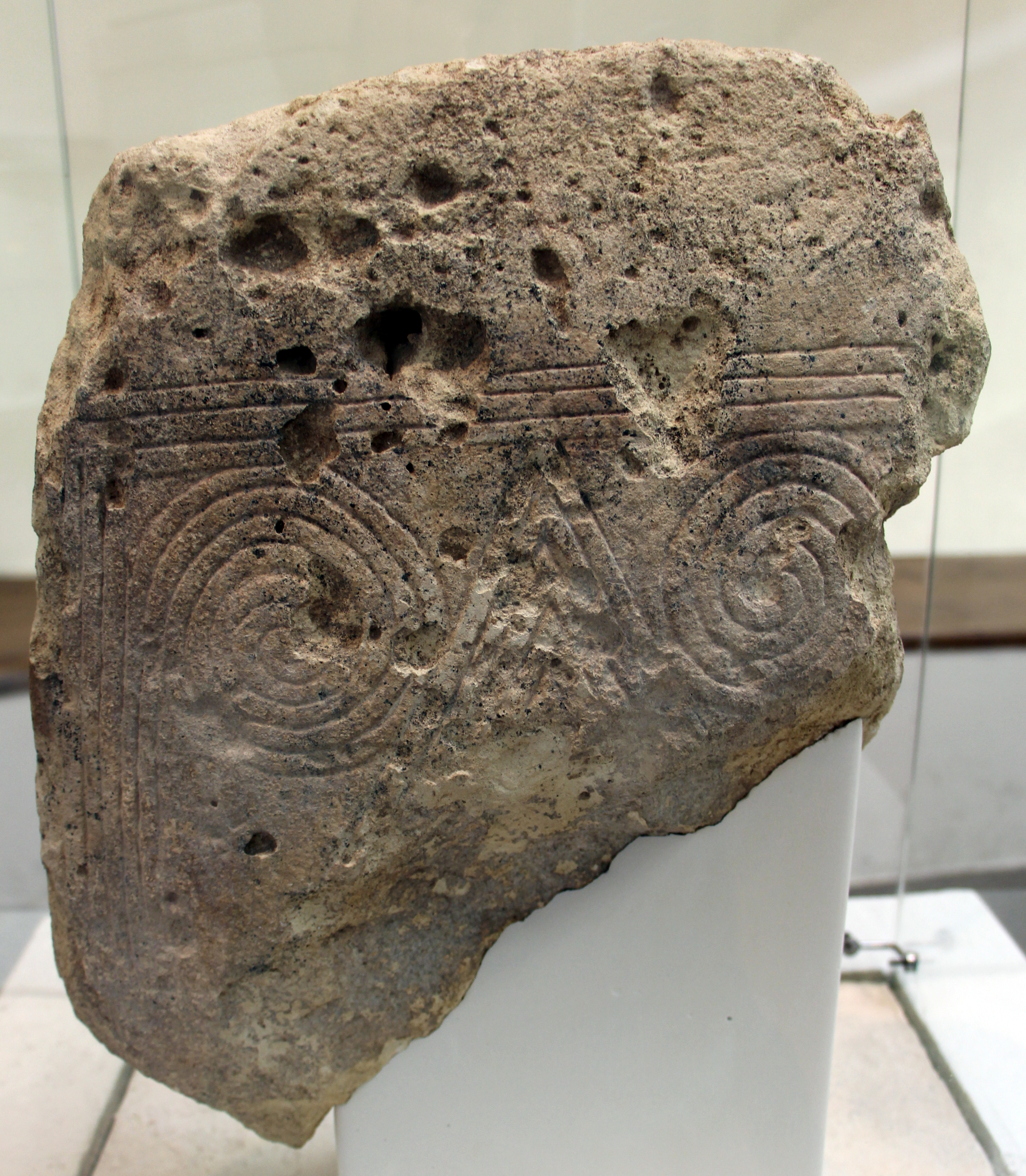
Estela con una figura femenina
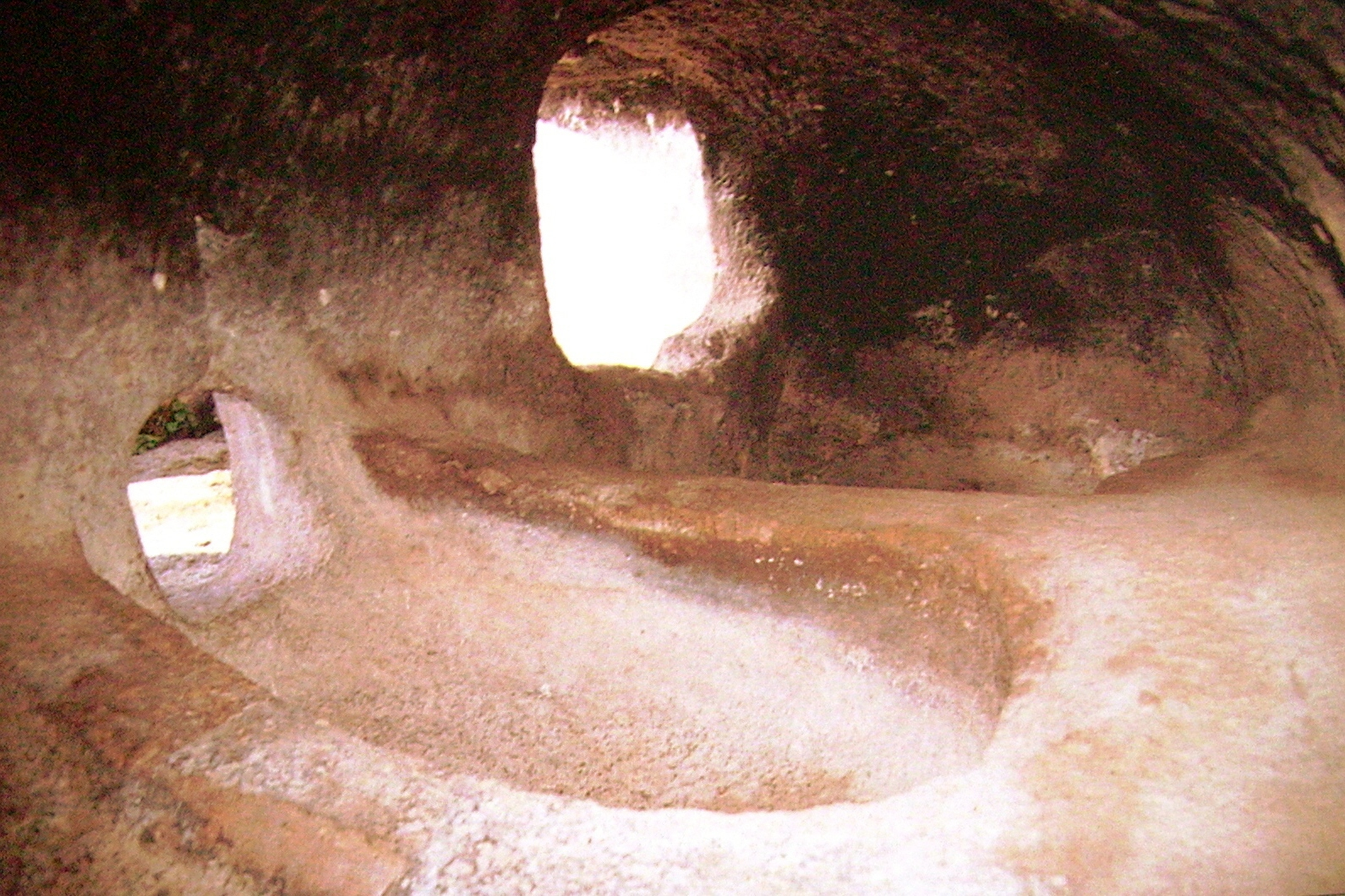
Domus de Janas de Villaperuccio
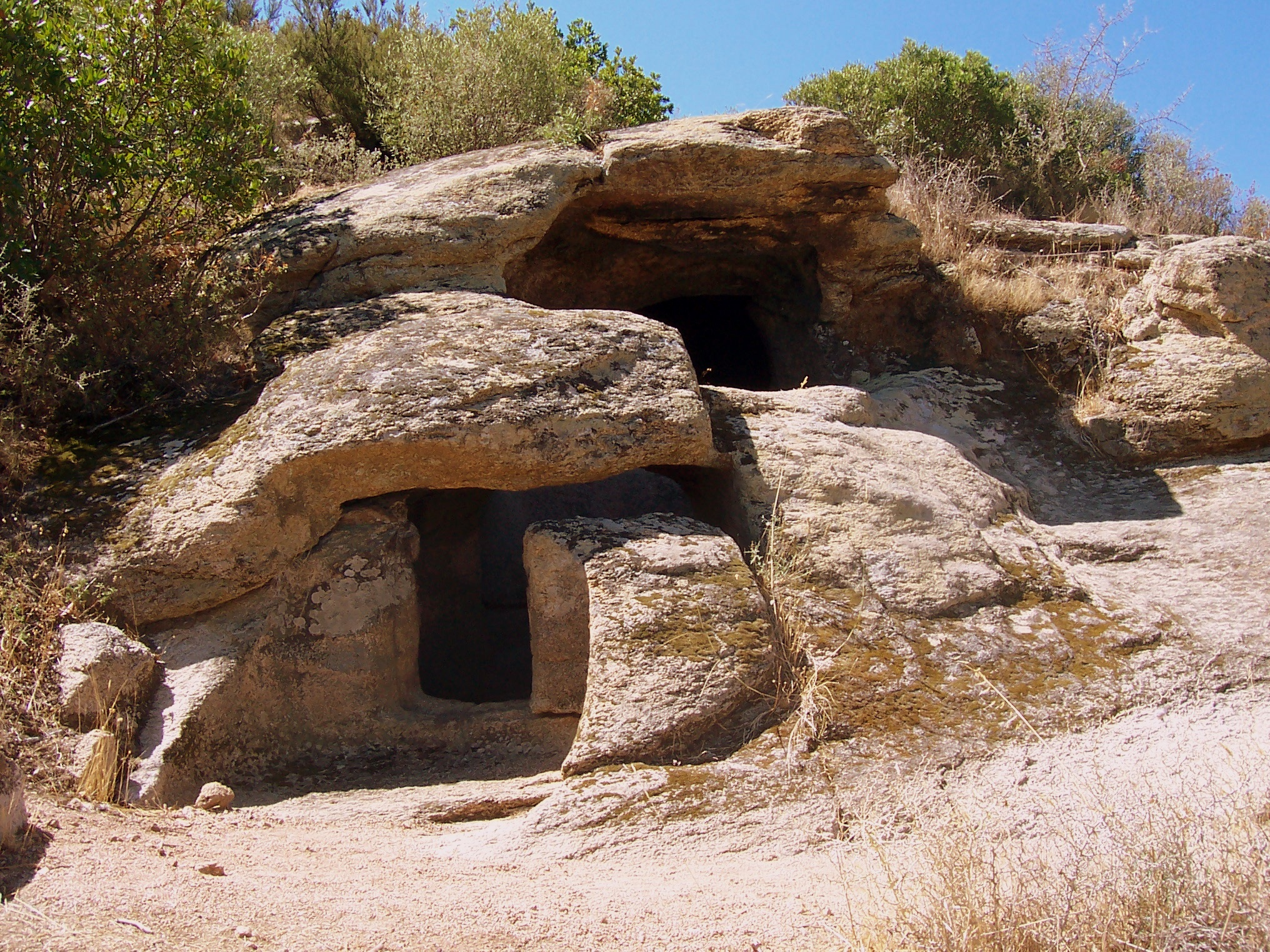
Domus de Janas de Lotzorai
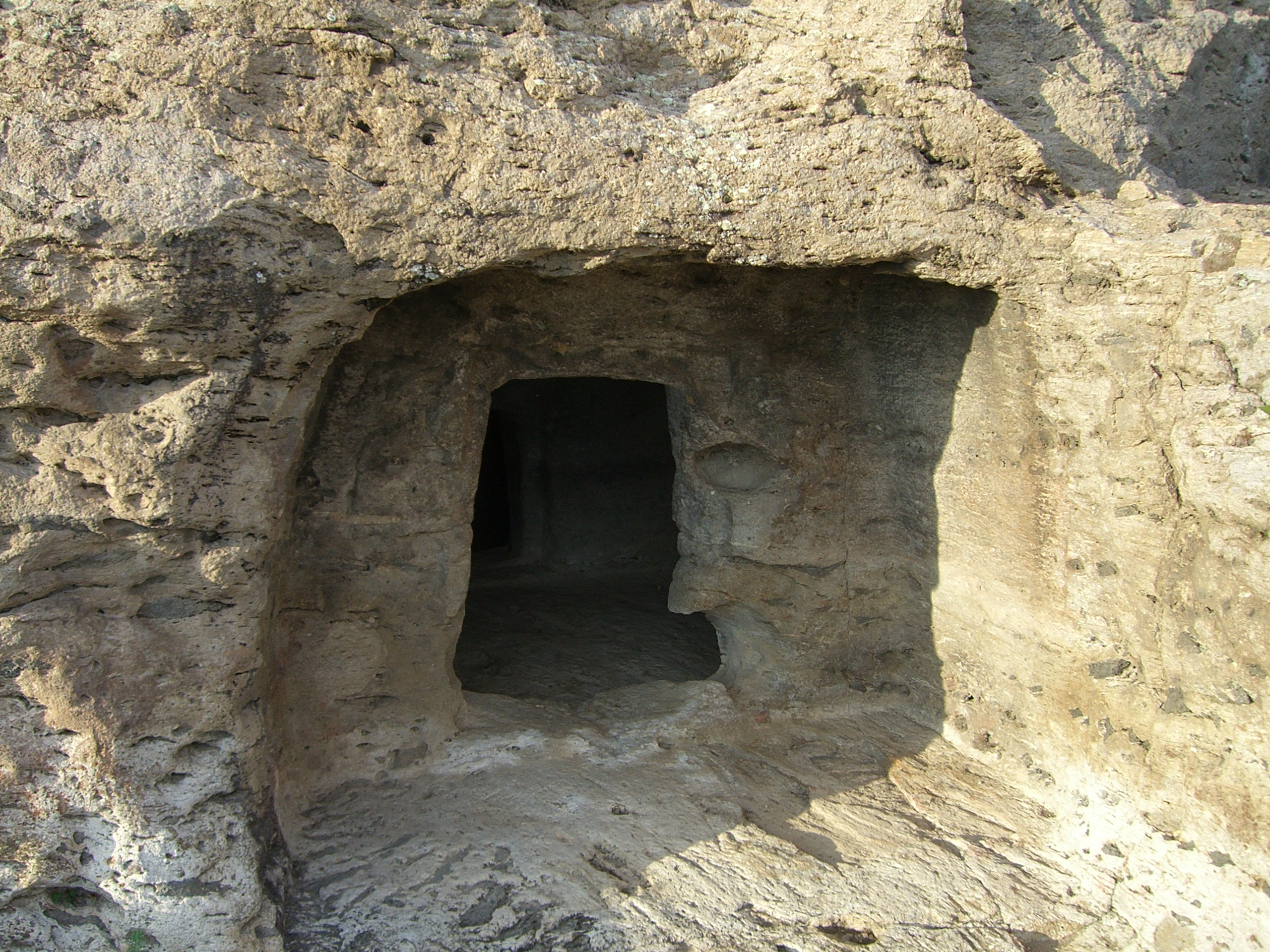
Domus de Janas de San Giovanni Suergiu
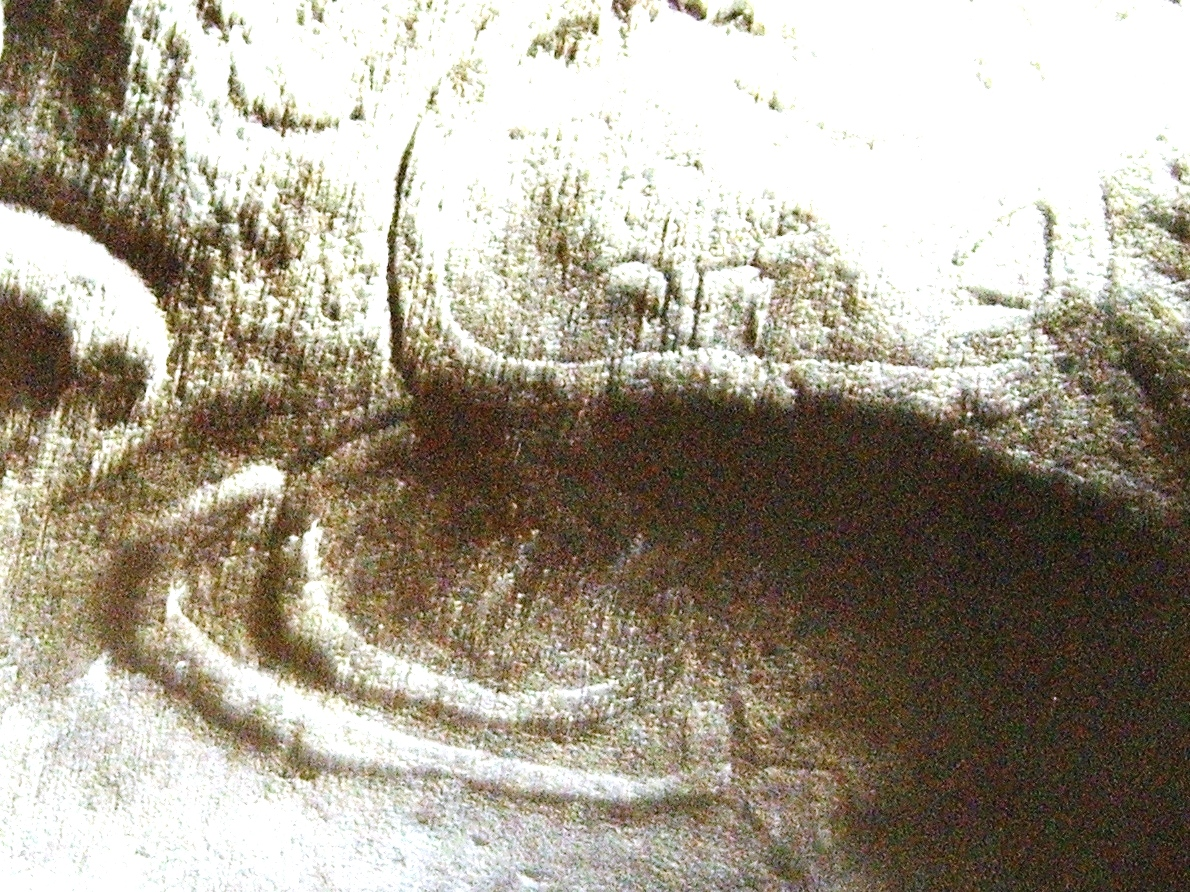
Cuernos de toro esculpidos en un nicho funerario dentro de una domus de Janas